# فیل راست‌عاج
فیل راست‌عاج (نام علمی: Elephas antiquus) یک گونه منقرض‌شده و پیشاتاریخی از فیل است که تا ۳۰٫۰۰۰ پیش در آسیای غربی و اروپا زندگی می‌کرد. این گونه از فیل‌هایی که امروزه در آفریقا و آسیا زندگی می‌کنند بزرگ‌تر بود و تا حدود ۴٫۲ متر ارتفاع تا شانه و حداکثر ۱۵ تن وزن داشت. فیل راست‌عاج در اواخر دور پلیستوسن احتمالاً به دلیل تغییرات اقلیمی گسترده و شکار شدن توسط انسان‌ها منقرض شد.